# Campionati mondiali di maratona canoa/kayak 2016
I Campionati mondiali di maratona canoa/kayak 2016 sono stati la 24ª edizione della manifestazione. Si sono svolti a Brandeburgo sulla Havel, in Germania tra il 16 e il 18 settembre 2016.

## Medagliere
| Pos.   | Paese      | Oro | Argento | Bronzo | Totale |
| ------ | ---------- | --- | ------- | ------ | ------ |
| 1      | Ungheria   | 5   | 2       | 2      | 9      |
| 2      | Sudafrica  | 2   | 2       | 1      | 5      |
| 3      | Spagna     | 0   | 2       | 0      | 2      |
| 4      | Francia    | 0   | 1       | 0      | 1      |
| 5      | Portogallo | 0   | 0       | 2      | 2      |
| 6      | Serbia     | 0   | 0       | 1      | 1      |
| 6      | Ucraina    | 0   | 0       | 1      | 1      |
| Totale | Totale     | 7   | 7       | 7      | 21     |

## Podi

### Uomini
| Evento | Oro                                  | Perform. | Argento                               | Perform. | Bronzo                                     | Perform. |
| Canoa  |                                      |          |                                       |          |                                            |          |
| C-1    | Márton Kövér                         | 2h12'05" | Manuel Antonio Campos                 | 2h12'18" | Nuno Barros                                | 2h12'40" |
| C-2    | Ungheria Márton Kövér Adam Docze     | 2h05'27" | Spagna Óscar Graña Diego Romero Fraga | 2h06'00" | Ungheria Zoltán Koleszár Bence Balázs Dori | 2h06'41" |
| K-1    | Hank McGregor                        | 2h20'11" | Andrew Birkett                        | 2h20'12" | José Ramalho                               | 2h20'13" |
| K-2    | Sudafrica Hank McGregor Jasper Mocke | 2h06'28" | Ungheria Adrián Boros László Solti    | 2h06'29" | Sudafrica Andrew Birkett Louis Hattingh    | 2h06'30" |

### Donne
| Evento | Oro                                 | Perform. | Argento                             | Perform. | Bronzo                                  | Perform. |
| Canoa  |                                     |          |                                     |          |                                         |          |
| C-1    | Zsanett Lakatos                     | 1h46'45" | Julie Cailleretz                    | 1h47'40" | Liudmyla Babak                          | 1h48'57" |
| K-1    | Renáta Csay                         | 2h06'57" | Vanda Kiszli                        | 2h07'00" | Kristina Bedeč                          | 2h08'18" |
| K-2    | Ungheria Renáta Csay Alexandra Bara | 2h02'09" | Sudafrica Jenna Ward Kyeta Purchase | 2h02'11" | Ungheria Zsófia Giczy Sara Anna Mihalik | 2h02'31" |